# Заросьле (гміна Боброво)
Заросьле (пол. Zarośle, нім. Rosenhain) — село в Польщі, у гміні Боброво Бродницького повіту Куявсько-Поморського воєводства.
У 1975-1998 роках село належало до Торунського воєводства.